# 三本木市民歌
「三本木市民歌」（さんぼんぎしみんか）は、青森県三本木市（現在の十和田市）が制定した市民歌である。作詞・吉尾栄一、作曲・陸奥明。

## 解説
1955年（昭和30年）に上北郡三本木町、大深内村および藤坂村の1町2村合併により発足した三本木市の市民歌である。初代市長の水野陳好は1956年（昭和31年）4月20日に三本木市民歌制定委員会を招集し、5月31日を締め切りとして市民歌と新民謡の2部門で歌詞の懸賞募集を実施した。応募総数は市民歌が89篇・小唄が80篇で、6月18日に両部門の入選作品が発表された。
市民歌の入選者は青森市からの応募で同年に「弘前市民の歌」でも入選した吉尾栄一、小唄の入選者は長野県からの応募で「長野市市歌」や旧「鹿沼市歌」の作詞者としても知られる戸枝ひろしで、2曲とも地元出身の陸奥明に作曲が依頼される。陸奥を通じてその娘でテイチク専属の菅原ツヅ子が「三本木小唄」、テイチク合唱団が「三本木市民歌」をそれぞれ歌唱したSP盤（規格品番：F125/126）が製造され、8月27日付の『皆さんの新聞』で曲の完成が報じられた。
9月5日付の『広報さんぼんぎ』に市民歌と小唄の歌詞と楽譜が掲載されたのち、9月9日に市内の商工会議所広場で行われた秋祭りのステージ上で発表演奏が執り行われた。

### 史上最も短命な市民歌
作曲者の陸奥は「三本木市民歌」について「作詞が限定されているので作曲には骨折ったが市民歌は私の作曲生活の中で快心の作」とコメントしていた。ところが、秋祭りでの市民歌発表演奏から3日後の9月12日に水野市長が市名を「三本木市」から「十和田市」へ改称するための研究を指示し、隣接する十和田町からも「当町としては異議がない」旨の回答を得て10月10日に「十和田市」へ改名された。
このため、前月に制定された「三本木市民歌」は制定からわずか35日で廃止されることとなり、これは京都府伏見市が1929年（昭和4年）10月23日に制定し、1931年（昭和6年）5月1日に京都市へ編入されて1年半で廃止となった「伏見市歌」を抜いて、日本の市町村歌としては制定から廃止までの史上最短記録である。
改称後の（旧）十和田市では1975年（昭和50年）に市制20周年および市民憲章制定を記念して新市民歌「花がみどりが」が制定された。（旧）十和田市は2005年（平成17年）に十和田湖町と新設合併し（新）十和田市が発足したが、市民歌「花がみどりが」および1965年（昭和40年）に制定された十和田湖町の旧「町民の歌」の取り扱いに関しては合併協議会に明文の取り決めがなく、地位が不明確な状態に置かれている。
市民歌が極めて短命に終わったのとは対照的に「三本木小唄」は市の改名に関わらず旧三本木町域の伝統芸能として存続し、十和田市秋祭りでは「三本木小唄ナイト」が定番となっている。